# 于默奥体育俱乐部
烏美亞體育會（Umeå IK）是位于瑞典于默奥的足球俱乐部，俱乐部成立于1917年。俱乐部曾在2000年至2008年间7次赢得瑞典女子足球超级联赛冠军、4次赢得瑞典女子杯冠军、2次赢得欧洲女子联盟杯冠军。球队曾在2007年引进中国女足前锋马晓旭。
俱乐部的主体育场为于默奥能源体育场，球队颜色为黑色和黄色。

## 著名球员
- 埃兰妮
- 玛塔
- 汉娜·永贝里

## 参效力过的著名球员
- Laura Kalmari
- Anne Mäkinen
- Sanna Valkonen
- Johanna Andersson
- 马琳·莫斯特伦
- Maria Nordbrandt
- 安娜·舍斯特伦
- 马晓旭